# Tasbih
Tasbih (en árabe: تَسْبِيح‎ , tasbīḥ) es una forma de dhikr en el Islam, que consiste en la adoración a Dios diciendo Subḥānallāh (سُبْحَانَ ٱللَّٰهِ , que significa "Glorificado sea Dios "). Con frecuencia se repite un cierto número de veces, usando bien las falanges de la mano derecha o un misbaha para llevar la cuenta.

## Etimología
El término tasbeeh proviene de la raíz árabe sīn-bāʾ-ḥāʾ (ح-ب-س ). El significado de la palabra raíz en su forma escrita es glorificar. 'Tasbeeh' es una derivación irregular de subhan, que es la primera palabra de la oración constitutiva del primer tercio de la forma canónica (véase más adelante) de tasbeeh. La palabra literalmente significa, como verbo, "viajar ágilmente" y, como sustantivo, "deberes" u "ocupaciones." En el contexto devocional, sin embargo, tasbih se refiere a la frase Subhana Allah, que se usa a menudo en el Corán junto con la preposición ʿan (عَنْ), que significa "Dios está desprovisto [de lo que (los politeístas) le atribuyen]" (Al-Tawba: 31, Al-Zumar: 67 y ss.). Sin tal preposición, significa algo así como "Gloria a Dios."

## Interpretación
La frase traduce "Gloria a Dios," pero una traducción más literal sería "Dios está sobre [todas las cosas]." La raíz de la palabra subḥān (سُبْحَان) se deriva de la palabra sabaḥa (سَبَحَ, "estar por encima de"), lo que le da a la frase el sentido de que Dios está por encima de cualquier imperfección o cualesquiera descripciones falsas.
La frase a menudo tiene la connotación de alabar a Dios por su total perfección, implicando un rechazo de cualesquiera elementos o asociaciones antropomórficas con Dios, o cualquier atribución a Él de errores o faltas. Por lo tanto, funge como testimonio de la trascendencia de Dios (تنزيه, tanzīh).
Por ejemplo, se lee en el Corán que subḥāna llāhi ʿammā yaṣifūn ("Dios está por encima de lo que describen") y subḥāna llāhi ʿammā yušrikūn ("Dios está por encima de lo que asocian con él").
La frase aparece también en los hadices de Sahih al-Bujari, VBN 5, 57, 50.
No existe una contraparte exacta para esta frase en otros idiomas, por lo que el significado de esa palabra incluye la combinación de los sentidos antes mencionados.

## Variantes
Varias frases islámicas incluyen el Tasbih, más comúnmente:
| Arábe Ortografía coránica                                                                     | Transcripción IPA | Frase                                                                                       |
| --------------------------------------------------------------------------------------------- | --- | ------------------------------------------------------------------------------------------- |
| سُبْحَانَ ٱللَّٰهِ سُبْحَٰنَ ٱللَّٰهِ                                                                          | subḥāna -llāh i /sub.ħaː.na‿ɫ.ɫaː.hi/ | Glorificado sea Dios.                                                                       |
| سُبْحَانَكَ ٱللَّٰهُمَّ سُبْحَٰنَكَ ٱللَّٰهُمَّ                                                                      | subḥānaka -llāhumm a /sub.ħaː.na.ka‿ɫ.ɫaː.hum.ma/                                                                                                  | Glorificado eres tú, oh Dios.                                                               |
| سُبْحَانَ ٱللَّٰهِ وَبِحَمْدِهِ سُبْحَٰنَ ٱللَّٰهِ وَبِحَمْدِهِ                                                            | subḥāna -llāhi wa-bi-ḥamdih ī /sub.ħaː.na‿ɫ.ɫaː.hi wa.bi.ħam.di.hiː /                                                                              | Glorificado sea Dios y por medio de Su alabanza.                                            |
| سُبْحَانَ رَبِّيَ ٱلْعَظِيمِ وَبِحَمْدِهِ سُبْحَٰنَ رَبِّيَ ٱلْعَظِيمِ وَبِحَمْدِهِ                                                | subḥāna rabbiya l-ʿaẓīmi wa-bi-ḥamdih ī /sub.ħaː.na rab.bi.ja‿l.ʕa.ðˤiː.mi wa.bi.ħam.di.hiː /                                                      | Glorificado sea mi Señor, el Grande, y por medio de Su alabanza.                            |
| سُبْحَانَ رَبِّيَ ٱلْأَعْلَىٰ وَبِحَمْدِهِ سُبْحَٰنَ رَبِّيَ ٱلْأَعْلَىٰ وَبِحَمْدِهِ سُبْحَانَ رَبِّيَ ٱلْأَعْلَىٰ وَبِحَمْدِهِ سُبْحَٰنَ رَبِّيَ ٱلْأَعْلَىٰ وَبِحَمْدِهِ | subḥāna rabbiya l-ʾaʿlā wa-bi-ḥamdih ī /sub.ħaː.na rab.bi.ja‿l.ʔaʕ.laː wa.bi.ħam.di.hiː /                                                          | Glorificado sea mi Señor, el Altísimo, y por medio de Su alabanza.                          |
| لَا إِلَٰهَ إِلَّا أَنْتَ سُبْحَانَكَ إِنِّي كُنْتُ مِنَ ٱلظَّالِمِينَ لَا إِلَٰهَ إِلَّا أَنْتَ سُبْحَٰنَكَ إِنِّي كُنْتُ مِنَ ٱلظَّٰلِمِينَ             | lā ʾilāha ʾillā ʾanta subḥānaka ʾinnī kuntu mina ẓ-ẓālimīn a / laː ʔi.laː.ha ʔil.laː ʔan.ta sub.ħaː.na.ka ʔin.niː kun.tu mi.na‿ðˤ.ðˤaː.li.miː.na / | No hay más dios que Tú, ¡glorificado seas! Ciertamente, he estado yo entre los malhechores. |

## Uso
El tasbih también se cita a menudo durante la oración islámica (salat), la súplica (dua), durante un sermón (jutba) en la mezquita y comúnmente a lo largo del día. Se emplea a veces para expresar sorpresa o asombro.
También se invita a los musulmanes a recitar la frase 33 veces después de la oración y a lo largo del día. Mahoma enseñó a los musulmanes que es una de las cuatro alabanzas que a Dios le gusta que los musulmanes digan de manera continua.

### Tasbihde Fátima

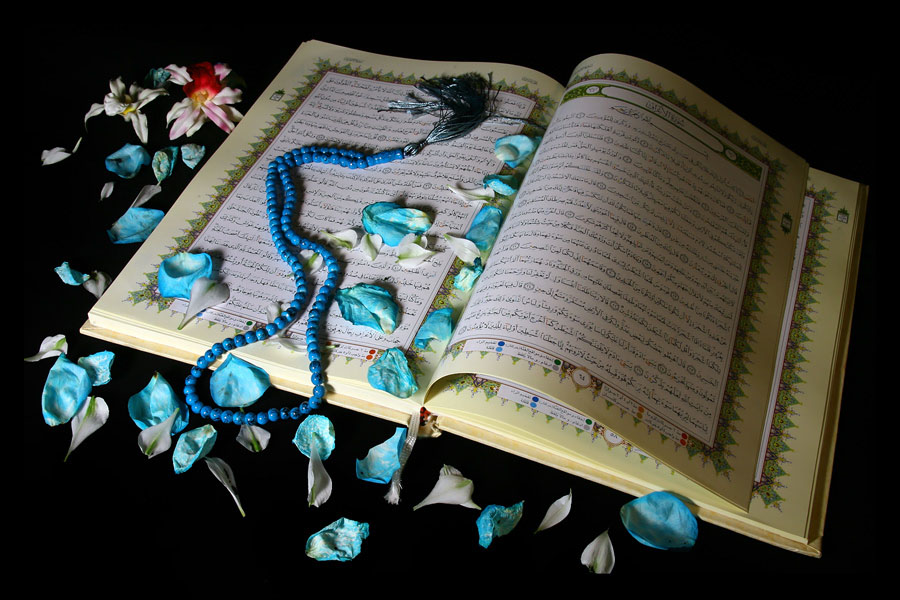
Corán y el Tasbih de Fátima

En los primeros años de matrimonio de Ali y Fátima, Ali ganaba muy poco dinero y no podía pagar un sirviente para Fátima. Las manos de ésta estaban pues llenas de ampollas de estar moliendo; le dolía el cuello de tanto cargar agua; su ropa se veía sucia de tanto barrer el piso. Un día, Ali cayó en la cuenta de que Mahoma tenía algunos sirvientes y le aconsejó a Fátima que le pidiera a su padre uno de sus sirvientes. Fátima fue, pero fue incapaz de pedírselo. Finalmente, Ali fue con Fátima a la casa de Mahoma. El Profeta, sin embargo, no aceptó su pedido, respondiéndoles "hay muchos huérfanos (muriendo de hambre), tengo que vender estos sirvientes para alimentarles." Entonces Mahoma dijo: "Te daré una cosa mejor que la ayuda de un sirviente." Les enseñó una forma especial de Dhikr que se conoce como la "tasbih de Fátima."
1. 34 repeticiones de ʾallāhu ʾakbar u (ٱللَّٰهُ أَكْبَرُ), que significa "Dios es más grande [que todo]." Esta expresión se conoce como Takbir (تَكْبِير‎ ).
2. 33 repeticiones de al-ḥamdu lillāh i (ٱلْحَمْدُ لِلَّٰهِ), que significa "A Dios se debe toda alabanza." Esta expresión se conoce como Tahmid (تَحْمِيد‎ ).
3. 33 repeticiones de subḥāna -llah i ( سُبْحَانَ ٱللَّٰهِ ), que significa "Glorificado sea Dios". Esta expresión se conoce como Tasbih (تَسْبِيح).